# Phaenanthoecium
Phaenanthoecium é um género botânico pertencente à família Poaceae. Trata-se de um género monotípico e a sua única espécie é Phaenanthoecium koestlinii (Hochst. ex A.Rich.) C.E.Hubb., sendo originária do nordeste de África na Etiópia e Sudão.
Trata-se de um género reconhecido pelo sistema de classificação filogenética Angiosperm Phylogeny Website.

## Taxonomia
O género foi descrito por Charles Edward Hubbard e publicado em Bulletin of Miscellaneous Information Kew 1936(5): 329., no ano de 1936.

## Sinonímia
- Danthonia koestlini Hochst. ex A.Rich.
- Streblochaete koestlinii Hochst. ex A. Rich.[4]